# Skoki akrobatyczne
Skoki akrobatyczne – jedna z konkurencji narciarstwa dowolnego. Zawodnik rozpędza się na stromym stoku, by następnie wjechać na skocznię i po wybiciu wykonuje w powietrzu skomplikowane ewolucje i obroty. 
Skok oceniany jest przez siedmiu sędziów: pięciu ocenia poprawność wykonanych ewolucji, dwóch sędziów ocenia lądowanie. Oceny ewolucji – po odrzuceniu skrajnych not sędziów – sumuje się i mnoży przez stopień trudności wykonanego programu.
Zawodnicy podczas skoku wykonują obroty i tzw. twistery oraz figury artystyczne podobne do tych wykonywanych podczas jazdy po muldach. Mężczyźni są w stanie wykonać około trzech obrotów, podczas gdy kobiety zazwyczaj robią dwa. Stok do wykonywania ewolucji daje możliwość wyboru kilku skoczni. Zawodnik przed skokiem może sam zdecydować, która z nich najlepiej nadaje się do wykonywanego przez niego programu. Zawodnicy używają także flag wbijanych w stok, by oznaczyć sobie odległość potrzebną do rozpędzenia się. Podczas zawodów rozgrywane są eliminacje, następnie dwunastu zawodników awansuje do finału, w którym każdy z nich wykonuje po dwa skoki.